# Monti Nevosi
I Monti Nevosi (in inglese Snowy Mountains) sono una parte della catena montuosa delle Alpi Australiane e sono in assoluto i monti più alti del continente australiano. È su questa catena che si trova il Monte Kosciuszko, alto 2.228 metri sul livello del mare, il più alto monte dell'Australia continentale (escludendo i territori esterni dell'Australia). Si pensa che la catena montuosa sia stata abitata per molti millenni dagli aborigeni australiani; fu esplorata dagli Europei per la prima volta solo nel 1835. Oggi su questa catena sorgono numerosi centri di sport invernali. 
Dalle Snowy Mountains nascono i fiumi Snowy, Murrumbidgee e Murray, che alimentano molte centrali idroelettriche e lungo i loro percorsi sono sorte, sulle montagne, numerose dighe. Questo progetto di sfruttamento dei fiumi (destinati, oltre che ad alimentare le centrali, anche all'irrigazione delle regioni pianeggianti), chiamato in inglese Snowy Mountain Scheme, fu messo in pratica nel 1949, dopo la Seconda guerra mondiale e coinvolse centinaia di migliaia di uomini, due terzi dei quali provenivano da altre trenta nazioni.